# The Beauty and the Beer
The Beauty and the Beer è il dodicesimo album in studio della thrash metal band Tankard, prodotto dalla AFM Records e pubblicato in Europa il 26 maggio 2006.

## Tracce
1. Ice-olation – 5:10
2. We Still Drink the Old Ways – 4:05
3. Forsaken World – 4:33
4. Rockstars No. 1 – 4:05
5. The Beauty and the Beast – 6:05
6. Blue Rage - Black Redemption – 4:05
7. Frankfurt: We Need More Beer – 3:49
8. Metaltometal – 4:50
9. Dirty Digger – 5:34
10. Shaken Not Stirred – 3:36

## Formazione
- Andreas "Gerre" Geremia - voce
- Andy Gutjahr - chitarra
- Frank Thorwarth - basso
- Olaf Zissel - batteria